# Jules Vandievoet
Pour l’article homonyme, voir Jules van Dievoet.
Jules Gabriel Vandievoet, (son prénom usuel était « Jules ») est un peintre décorateur de théâtre et également régisseur, actif au Grand Théâtre de Luxembourg.
Il épouse à Saint-Gilles en 1904, l'actrice luxembourgeoise Hélène Donnen.
Il naît à Schaerbeek (Bruxelles) en 1885 et meurt à Luxembourg le 13 octobre 1947.

## Origines
Jules Vandievoet est le fils de Jean Vandievoet, ébéniste, né à Schaerbeek le 8 avril 1834 et mort le 9 janvier 1900 à Saint-Josse-ten-Noode domicilié 3 rue Bonneels, et d'Adolphine Nandancée.
Il appartient à une famille originaire du village de Schaerbeek où ses ancêtres étaient établis comme cultivateurs maraîchers au XVIIIe siècle.
Jules Vandievoet est le grand-oncle du poète et enseignant Jacques Vandievoet dit Jacques Oriol.

## Carrière
Après des études à l'Académie royale des beaux-arts de Bruxelles, Jules Vandievoet s'établit au Luxembourg où il a une longue carrière de peintre de théâtre. En 1935, il fête ses 35 ans de jubilé théâtral.

## Son œuvre
Son œuvre consiste principalement en décors de théâtre, mais il a également créé des décors à l'occasion de festivités, ainsi, en février 1927, il réalise pour le Grand Bazar de Charité dans la salle des fêtes du palais municipal de Luxembourg une reproduction du Moulin de la Galette qui occupait la « butte » de l'estrade, et donnait l'illusion d'un horizon montmartois.

## Généalogie
I. Henri Vandievoet, jardinier à Schaerbeek, époux de Jeanne Van Nerom.
II. Gabriel Vandievoet, menuisier, né et habitant Schaerbeek, y décédé le 18 mars 1858, épousa en premières noces Jeanne Catherine Watzeel et veuf épousa en secondes noces à Evere le 16 mai 1833, Adélaïs Meyskens, couturière, née à Laeken, fille de Guillaume Meyskens et d’Anne Féron.
Il eut du premier lit: Egide Vandievoet, ouvrier cordonnier, né à Schaerbeek le 11 juin 1830 qui épousa à Schaerbeek le 27 oct. 1858, Catherine Daniels, lavandière, fille de Guillaume et d’Anne Marie Machiels.
Il eut de sa seconde épouse Adélaïs Meyskens:
III. Jean Vandievoet, né à Schaebeek, ébéniste, né le 8 avril 1834 et décédé le 9 janvier 1900 à Saint-Josse-ten-Noode, domicilié rue Bonneels, 3, épousa à Namur (Notre-Dame) le 2 mai 1866, Adolphine Marie Nandancée, ménagère.
Dont:
a) François Désiré Isidore Vandievoet, facteur des postes (1893), maçon, rejointoyeur, cabaretier, rue Victor Hugo 71,  né le 27 mai 1870 à Namur, épousa le 9 septembre 1893, à Bruxelles, Marie Joséphine Pierre, servante, née le 26 août 1872 à Sibret Luxembourg, et en secondes noces, étant veuf, épousa à Bruxelles le 22 février 1905, Pétronille Mélanie Dennekin, née le 20 août1882 à Bruxelles, repasseuse de linge. Il est de par sa première épouse le grand-père du poète Jacques Vandievoet dit Jacques Oriol.
b) Jules Gabriel Vandievoet, peintre décorateur au théâtre de Luxembourg, né en 1885, décédé à Luxembourg le 13 octobre 1947 épousa Hélène Jeanne Donnen, actrice au théâtre de Luxembourg. (lire, Nos Cahiers, Luxembourg, année 1985, p. 38 où figure une photo de Jules Vandievoet).